# Tolland (Connecticut)
Pour les articles homonymes, voir Tolland.
Tolland est une ville américaine située dans le comté de Tolland au Connecticut.
Tolland devient une municipalité en 1715. Elle doit son nom à la ville anglaise où résidait le grand-père de Roger Wolcott, Tolland.

## Démographie
Selon le recensement de 2010, Tolland compte 15 052 habitants. La municipalité s'étend sur 40,26 milles carrés (104,27 km2), dont 0,63 milles carrés (1,63 km2) d'étendues d'eau.
| 1820  | 1850  | 1860  | 1870  | 1880  | 1890  |
| ----- | ----- | ----- | ----- | ----- | ----- |
| 1 597 | 1 406 | 1 310 | 1 216 | 1 169 | 1 037 |

| 1900  | 1910  | 1920  | 1930  | 1940  | 1950  |
| ----- | ----- | ----- | ----- | ----- | ----- |
| 1 036 | 1 126 | 1 040 | 1 064 | 1 192 | 1 659 |

| 1960  | 1970  | 1980  | 1990   | 2000   | 2010   |
| ----- | ----- | ----- | ------ | ------ | ------ |
| 2 950 | 7 857 | 9 694 | 11 001 | 13 146 | 15 052 |